# Шона (језик)
Шона (или чишона) је домаћи језик Зимбабвеа; термин је такође кориштен као име за банту племена која говоре један од шона језика-наречја. Шона је званични језик у Зимбабвеу уз ндебеле (Синдебеле) и енглески језик. Око 80% становништва Зимбабвеа говори говори шона језик, што представља око 6 милиона говорника (1989), док је укупан број говорника око 7 милиона (1990) пошто се шона језик говори и у Мозамбику, Замбији и Боцвани.
Шона је писани стандардни језик са кодификованим правописом и граматиком, ова стандардизација је извршена педесетих година двадесетог века. Књижевност на шона језику постоји и језик је описан кроз двојезичне (углавном шона - енглески) и једнојезичне речнике.
Шона припада групи банту језика и то групи која је обележена словом S према Гатријевој класификацији.

## Неке речи на шона језику
| српски      | шона               |  |  |  | бројеви | бројеви на шона језику |
| ----------- | ------------------ |  |  |  | ------- | ---------------------- |
| добро јутро | mangwanani         |  |  |  | 1       | potsi                  |
| добар дан   | masikati           |  |  |  | 2       | piri                   |
| добро вече  | manheru            |  |  |  | 3       | tatu                   |
| до виђења   | chisarai zvakanaka |  |  |  | 4       | ina                    |
| вода        | mvura              |  |  |  | 5       | shanu                  |
| хлеб        | chingwa            |  |  |  | 6       | tanhatu                |
| риба        | hove               |  |  |  | 7       | nomwe                  |
| месо        | nyama              |  |  |  | 8       | tsere                  |
| хладно      | chando             |  |  |  | 9       | pfumbamwe              |
| топло       | kupisa             |  |  |  | 10      | gumi                   |

1. ↑  „Šona | Hrvatska enciklopedija”. www.enciklopedija.hr. Приступљено 2023-01-30.